# Khu kinh tế cửa khẩu quốc tế Cầu Treo
Khu kinh tế cửa khẩu quốc tế Cầu Treo là một trong những khu kinh tế cửa khẩu được Chính phủ Việt Nam ưu tiên phát triển  Lưu trữ ngày 15 tháng 3 năm 2009 tại Wayback Machine. Khu kinh tế này gắn với cửa khẩu quốc tế Cầu Treo trên quốc lộ 8 thuộc địa bàn huyện Hương Sơn, tỉnh Hà Tĩnh, Việt Nam , thông thương sang cửa khẩu quốc tế Nam Phao, huyện Khamkheuth, tỉnh Bolikhamxai, Lào. 

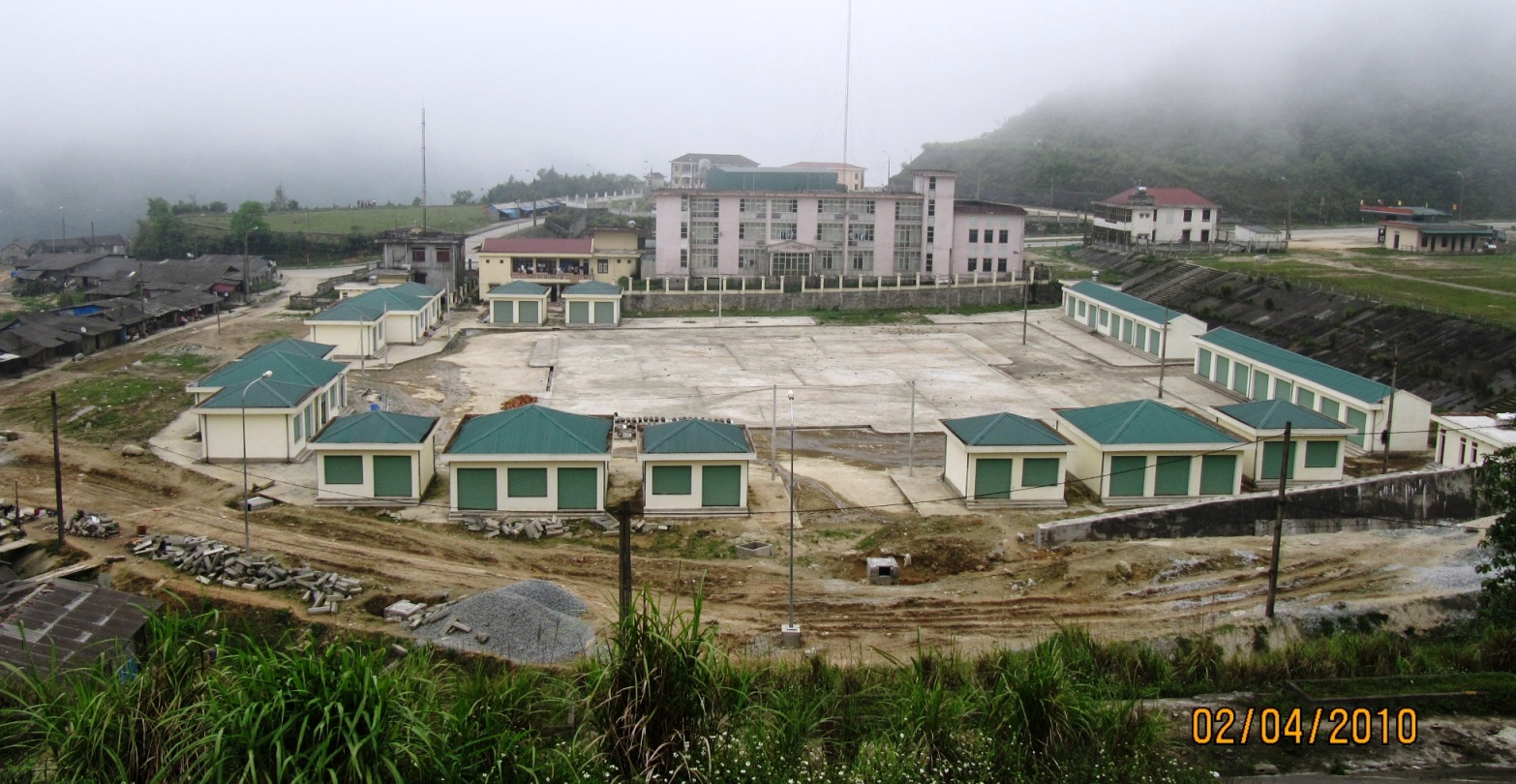
Khu kinh tế thương mại ở cạnh cửa khẩu Cầu Treo.

Vào đầu quý 4, năm 2008, Bộ Xây dựng đã thẩm định nhiệm vụ thiết kế quy hoạch chung xây dựng Khu kinh tế cửa khẩu quốc tế Cầu Treo thành trọng điểm của khu vực Bắc Trung Bộ Việt Nam, và năm 2012 được coi là "một trong 8 khu kinh tế trọng điểm trên toàn quốc" . Tuy nhiên sự phát triển thực tế thì ì ạch, vì mục tiêu xây dựng khu kinh tế không hề tính đến thị trường tiêu thụ ra sao .

## Quy hoạch
Khu kinh tế cửa khẩu quốc tế Cầu Treo có 4 đơn vị hành chính, bao gồm: các xã: Sơn Kim 1, Sơn Kim 2, Sơn Tây và thị trấn Tây Sơn, với tổng diện tích đất tự nhiên trên 56 nghìn ha, dân số trên 2,1 vạn người..
Khu kinh tế cửa khẩu quốc tế Cầu Treo được thành lập nhằm mục đích nhằm đẩy mạnh thông thương giữa Việt Nam với Lào, thúc đẩy kinh tế phía Tây Hà Tĩnh và toàn tỉnh Hà Tĩnh phát triển. Nằm trên Quốc lộ 8 qua biên giới Việt- Lào, Cửa khẩu Cầu Treo có một vị trí chiến lược quan trọng trong phát triển kinh tế- xã hội của Hà Tĩnh và các tỉnh Bắc Trung Bộ. Đây cũng là cửa ngõ ngắn nhất để Lào và các nước trong tiểu vùng Sông Mekong Mở rộng hướng ra Biển Đông qua cụm cảng nước sâu Vũng Áng- Sơn Dương.
Theo quy hoạch, Khu kinh tế cửa khẩu quốc tế Cầu Treo có diện tích 56.684,4 ha, chung đường biên giới với nước bạn Lào 40 km, có hệ sinh thái rừng tự nhiên chiếm đến gần 80% diện tích; trong đó, có 20 nghìn ha rừng nguyên sinh, mỏ thiếc Kim Sơn trữ lượng 70 nghìn tấn, mỏ nước khoáng Sơn Kim...
Khu kinh tế được xác định là loại hình khu phi thuế quan, với định hướng phát triển các ngành, lĩnh vực: Thương mại, du lịch, dịch vụ và công nghiệp chế biến, gia công lắp ráp hàng dân dụng.
Định hướng phát triển các khu chức năng chủ yếu tại Khu kinh tế cửa khẩu quốc tế Cầu Treo được phân thành các khu chức năng sau đây:
- Khu vực cửa khẩu quốc tế Cầu Treo
- Khu Thương mại Du lịch sinh thái
- Khu Đô thị
- Các Khu Thương mại - Công nghiệp

## Hiện trạng
Quy hoạch hiện hữu phục vụ tầm nhìn  hướng đến tương lai về cửa ngõ thông thương sang Lào, còn thực trạng phát triển thì chậm hơn hình dung. Hoạt động chính vẫn là trao đổi hàng hóa tiểu ngạch qua biên giới, kim ngạch xuất nhập khẩu "năm 2011 đạt 128 triệu USD, dự kiến năm 2012 đạt trên 150 triệu USD" .
Tại cửa khẩu thì khu thương mại được xây lên đã phục vụ tốt về việc làm và thu nhập cho những người lập dự án, xây dựng và tham gia vào lễ khánh thành. Tuy nhiên ngay năm 2010 sau đó thì nó đã được đóng cửa và để cho cỏ mọc, vì không biết dùng vào việc gì. Đó là do các khu dân cư ở phía Việt Nam và phía Lào đều cách cửa khẩu trên 15 km, nên hiện không ai buôn bán hay sản xuất ở sát cửa khấu. Các trao đổi hàng hóa đều là tiểu ngạch, hiện chủ yếu do người Việt thực hiện, làm thủ tục qua cửa khẩu xong là đi thẳng đến nơi đổ hàng mà không dừng lại vô lối ở cửa khẩu. Ý tưởng đầu tư được địa phương kể ra thì cao, nhưng thực tế triển khai thì thấp vỉ rằng "sức tiêu thụ của thị trường (ở vùng) này là không đáng kể" .